# Breutelia arundinifolia
Breutelia arundinifolia là một loài rêu trong họ Bartramiaceae. Loài này được Duby M. Fleisch. mô tả khoa học đầu tiên năm 1904.